# مقاومت شیمیایی

شکل شماتیک و ساده شدهٔ یک حسگر مقاومت شیمیایی تک شکاف. (مقیاس‌ها در نظر گرفته نشده‌اند)

مقاومت شیمیایی ماده‌ای است که مقاومت الکتریکی آن با تغییر در محیط شیمیایی مجاور آن تغییر می‌کند. مقاومت‌هاس شیمیایی دسته‌ای از حسگرهای شیمیایی هستند که بر تعامل شیمیایی مستقیم بین ماده حسگر و آنالیت تکیه می‌کنند. ماده حسگر و آنالیت می‌توانند از طریق پیوند کووالانسی، پیوند هیدروژنی یا شناسایی مولکولی با یکدیگر برهم‌کنش کنند. چندین ماده مختلف دارای خواص مقاومت شیمیایی هستند: نیمه هادی‌های اکسید فلزی، برخی پلیمرهای رسانا، و نانوموادی مانند گرافن، نانولوله‌های کربنی و نانوذرات. معمولاً این مواد در دستگاه‌هایی مانند زبانه‌های الکترونیکی یا بینی‌های الکترونیکی حسگرهای تشخیص‌دهنده جزئی استفاده می‌شوند.
یک مقاومت شیمیایی ساده از یک ماده حسگر تشکیل شده‌است که شکاف بین دو الکترود را پر می‌کند یا مجموعه ای از الکترودهای به هم پیوسته را می‌پوشاند. مقاومت بین الکترودها به راحتی قابل اندازه‌گیری است. ماده حسگر مقاومتی ذاتی دارد که می‌تواند از طریق حضور یا غیاب آنالیت تنظیم شود. در مدتی که ماده حسگر در معرض آنالیت‌ها قرار دارد، آن‌ها با ماده حسگر برهم‌کنش می‌کنند. این برهم‌کنش‌ها باعث تغییر در مقاومت گزارش شده می‌شوند. در برخی از مقاومت‌های شیمیایی، تغییرات مقاومت نشان دهنده وجود آنالیت است. در برخی دیگر، تغییرات مقاومت متناسب با مقدار آنالیت موجود است. این امکان اندازه‌گیری مقدار آنالیت موجود را فراهم می‌کند.

## تاریخچه
از سال ۱۹۶۵ گزارش‌هایی از مواد نیمه‌هادی وجود دارد که رسانایی الکتریکی‌ای به شدت تحت تأثیر گازها و بخارهای محیط از خود نشان می‌دهند. با این حال، در سال ۱۹۸۵ ولتجن و اسنو اصطلاح مقاومت شیمیایی را ابداع کردند. ماده مقاوم شیمیایی که آن‌ها بررسی کردند، فتالوسیانین مس بود و نشان دادند که مقاومت آن در حضور بخار آمونیاک در دمای اتاق کاهش می‌یابد.
در سال‌های اخیر فناوری مقاومت شیمیایی برای توسعه حسگرهای قابل استفاده برای بسیاری از کاربردها، از جمله حسگرهای پلیمری رسانا برای دود دست دوم، حسگرهای نانولوله کربنی برای آمونیاک گازی، و حسگرهای اکسید فلزی برای گاز هیدروژن استفاده شده‌است. مقاومت‌های شیمیایی می‌توانند از طریق دستگاه‌های کوچکی که به حداقل الکتریسیته نیاز دارند، اطلاعات لحظه‌ای دربارهٔ محیط اطراف ارائه کنند که این مورد آن‌ها را به افزودنی قابل توجهی برای اینترنت اشیا تبدیل می‌کند.

## انواع حسگرهای مقاومت شیمیایی

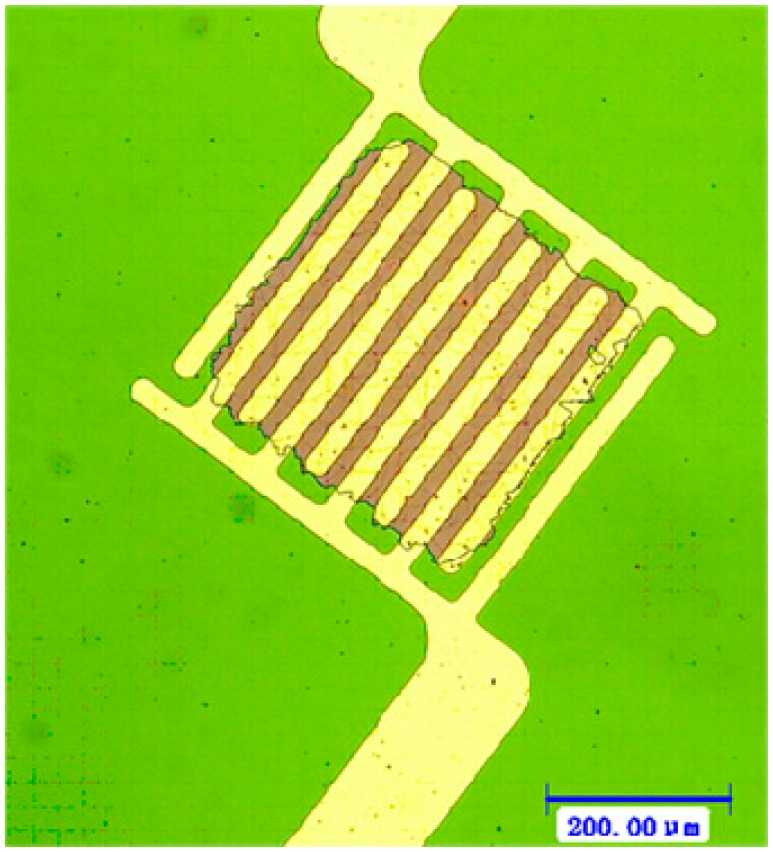
یک فیلم TiO_{2} حساس به اکسیژن به کار گرفته شده در یک الکترود دو تایی

### معماری دستگاه
مقاومت‌های شیمیایی را می‌توان با پوشاندن یک الکترود دو تایی با یک لایه نازک فیلم یا مواد حسگر دیگر برای پر کردن شکاف منفرد بین دو الکترود، ساخت. الکترودها معمولاً از فلزات رسانایی مانند طلا و کروم ساخته می‌شوند که تماس اهمی خوبی با لایه های‌نازک برقرار می‌کنند. در هر دو معماری، ماده حسگر با خاصیت مقاومت شیمیایی، رسانایی بین دو الکترود را کنترل می‌کند. با این حال، معماری هر دستگاه مزایا و معایب خاص خود را دارد.
الکترودهای دو تایی این امکان را فراهم می‌کنند که مقدار بیشتری از سطح فیلم با الکترود در تماس باشد. این اجازه می‌دهد اتصالات الکتریکی بیشتری ایجاد شود و رسانایی کلی سیستم افزایش یابد. ساخت الکترودهای دو تایی در اندازه انگشت و فاصله گذاری انگشتی در مرتبه میکرون دشوار است و نیاز به استفاده از فوتولیتوگرافی دارد. پوشش دادن المان‌های بزرگ‌تر آسان‌تر است و می‌توان این المان‌ها را با استفاده از تکنیک‌هایی مانند تبخیر حرارتی تولید کرد. الکترود دو تایی و سیستم‌های تک شکاف هر دو می‌توانند به صورت موازی مرتب‌سازی شوند تا امکان تشخیص چندین آنالیت توسط یک دستگاه را فراهم کنند.

### مواد حسگر

#### نیمه هادی‌های اکسید فلز
حسگرهای مقاومت شیمیایی اکسید فلز برای اولین بار در سال 1970 در یک آشکارساز مونوکسید کربن که از پودر SnO 2 استفاده می‌کرد، تولید تجاری شدند. البته، بسیاری از اکسیدهای فلزی دیگر نیز دارای خواص مقاومت شیمیایی هستند. سنسورهای اکسید فلز در درجه اول حسگرهای گاز هستند و می‌توانند هم گازهای اکساینده و هم گازهای کاهنده را شناسایی کنند این آنها را برای استفاده در موقعیتهای صنعتی که گازهای مورد استفاده در تولید ممکن است برای سلامت کارگران خطرناک باشد، ایده‌آل می‌کند.
حسگرهای ساخته شده از اکسیدهای فلزی برای کار کردن به دمای بالا نیاز دارند (۲۰۰ درجه سانتی‌گراد یا بالاتر)، زیرا برای تغییر مقاومت، باید بر انرژی فعال سازی غلبه شود.

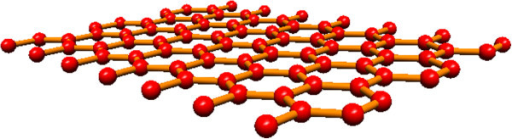
تک لایه گرافن

| اکسید فلز           | بخارات         |
| ------------------- | -------------- |
| اکسید تیتانیوم کروم | H 2 S          |
| اکسید گالیوم        | O 2، CO        |
| اکسید ایندیم        | O 3            |
| اکسید مولیبدن       | NH 3           |
| اکسید قلع           | کاهش گازها     |
| اکسید تنگستن        | NO 2           |
| اکسید روی           | هیدروکربن، O 2 |

#### گرافن
در مقایسه با مواد دیگر، حسگرهای مقاومت شیمیایی گرافن نسبتاً جدید هستند که حساسیت بسیار خوبی از خود نشان داده‌اند. گرافن یک آلوتروپ کربن است که از یک لایه گرافیت تشکیل شده‌است. در حسگرها برای شناسایی مولکول‌های فاز بخار، pH, پروتئین‌ها، باکتری‌ها، و عوامل جنگ شیمیایی شبیه‌سازی شده استفاده شده‌است.

#### نانولوله‌های کربنی
اولین گزارش در مورد استفاده از نانولوله‌ها به عنوان مقاومت شیمیایی در سال ۲۰۰۰ منتشر شد. از آن زمان تاکنون تحقیقاتی در مورد مقاومت‌های شیمیایی و ترانزیستورهای اثر میدان حساس به تغییر شیمیایی با پوشش نانولوله‌های تک جداره، بسته‌های نانولوله‌های تک جداره، بسته‌هایی از نانولوله‌های چند جداره، و مخلوط‌های نانولوله کربنی – پلیمری انجام شده‌است. نشان داده شده که یک گونه شیمیایی می‌تواند مقاومت دسته‌ای از نانولوله‌های کربنی تک جداره را از طریق تعدادی مکانیسم تغییر دهد.
نانولوله‌های کربنی مواد حسگر مفیدی هستند زیرا محدودیت‌های کم در تشخیص و پاسخگویی پر سرعت دارند. با این حال، سنسورهای نانولوله کربن برهنه چندان گزینشی عمل نمی‌کنند. آن‌ها می‌توانند حضور بسیاری از گازهای مختلف از آمونیاک گازی گرفته تا دودهای دیزل را تشخیص دهند. با استفاده از پلیمر به عنوان مانع، ناخالص‌سازی نانولوله‌ها با هترواتم‌ها یا افزودن گروه‌های عاملی به سطح نانولوله‌ها می‌توان حسگرهای نانولوله کربنی را در گزینش دقیق‌تر نمود.

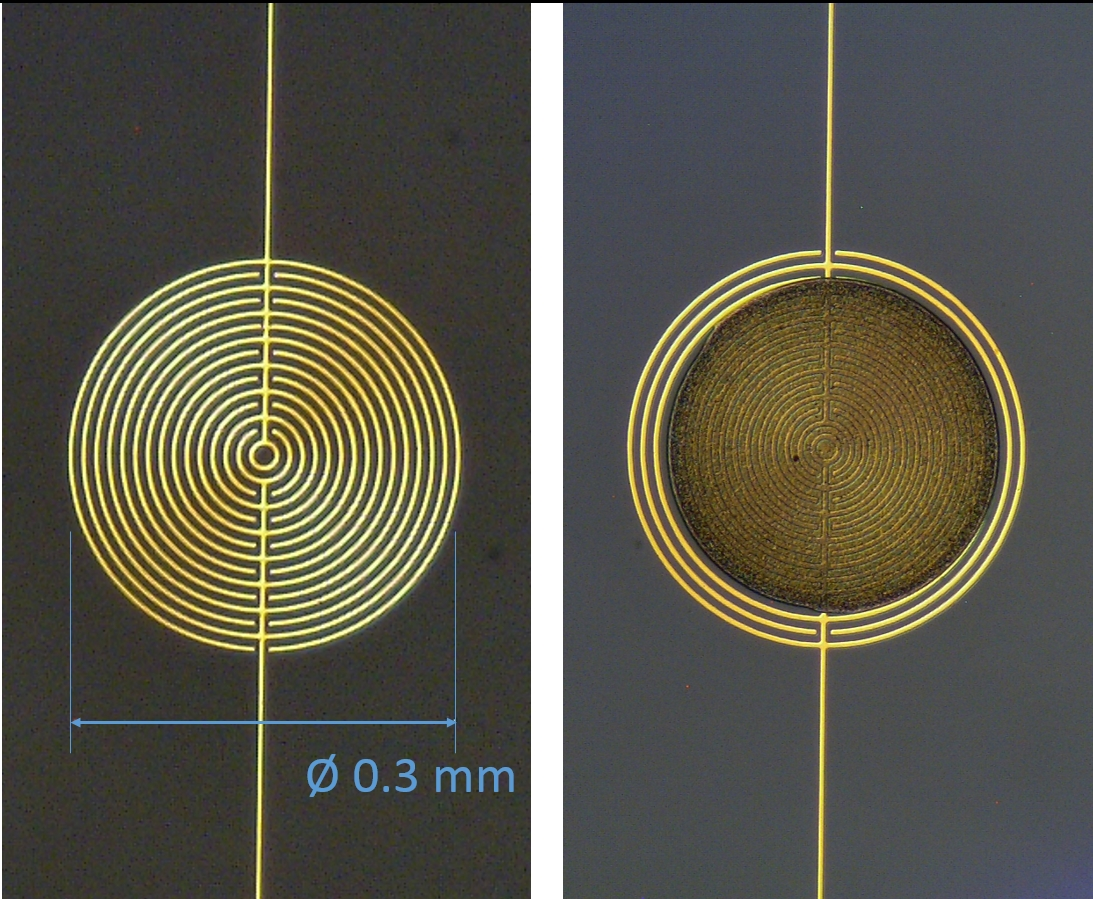
الکترودهای مدور دایره ای به و بدون یک لایه مقاومت شیمیایی نانوذرات طلا

#### نانو ذرات
بسیاری از نانوذرات با اندازه‌ها، ساختارها و ترکیب‌های متفاوت در حسگرهای مقاومت شیمیایی به کار گرفته شده‌اند. متداول‌ترین آنها لایه‌های نازک نانوذرات طلا هستند که با تک‌لایه‌های خودآرا (SAM) از مولکول‌های آلی پوشیده شده‌اند. SAM در تعریف برخی از ویژگی‌های مونتاژ نانوذرات حیاتی است. اولاً، پایداری نانوذرات طلا به یکپارچگی و خلوص SAM بستگی دارد که از تف جوشی آنها با یکدیگر جلوگیری می‌کند. ثانیاً، SAM مولکول‌های آلی، جدایی بین نانوذرات را مشخص می‌کند، به عنوان مثال، مولکول‌های طولانی‌تر باعث می‌شوند نانوذرات جدایی متوسط عریض‌تری داشته باشند. عرض این جدایی مانعی را مشخص می‌کند که الکترون‌ها باید در هنگام اعمال ولتاژ و جریان الکتریکی در آن تونل بزنند؛ بنابراین با تعریف فاصله متوسط بین نانوذرات منفرد، SAM مقاومت الکتریکی آرایش نانوذرات را نیز تعریف می‌کند. در نهایت، SAMها یک ماتریکس در اطراف نانوذرات تشکیل می‌دهند که گونه‌های شیمیایی می‌توانند در آن پخش شوند. با ورود گونه‌های شیمیایی جدید به ماتریس، جداسازی بین ذرات تغییر می‌کند که به نوبه خود بر مقاومت الکتریکی تأثیر می‌گذارد. آنالیت‌ها با نسبت‌های تعیین شده توسط ضریب تقسیم آن‌ها در SAMها پخش می‌شوند و این انتخابی بودن و حساسیت مواد شیمیایی مقاومتی را مشخص می‌کند.

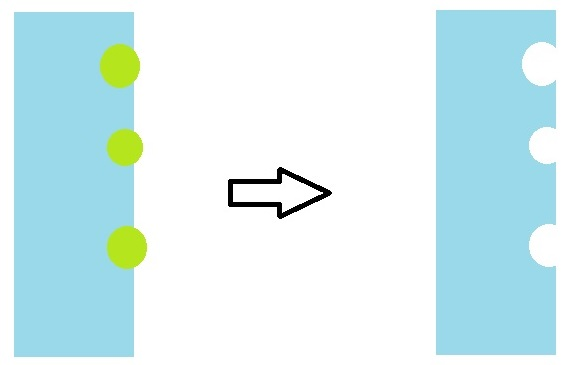
پلیمریزاسیون یک پلیمر در اطراف یک مولکول هدف که سپس جدا می‌شود تا حفره‌های شکل‌دار را پشت سر بگذارد.

#### پلیمرهای رسانا
هنگامی که هدف به‌طور مستقیم با زنجیره پلیمری تعامل داشته باشد، پلیمرهای رسانا همچون پلی آنیلین و پلی پیرول می‌توانند به عنوان مواد حسگر استفاده شوند که در نتیجه رسانایی پلیمر تغییر می‌کند. این نوع سیستم‌ها گزینشی عمل نمی‌کنند زیرا گستره وسیعی از مولکول‌های هدف می‌توانند با پلیمر برهم‌کنش داشته باشند. پلیمرهای حک شده مولکولی می‌توانند عملکرد گزینشی را به خواص مقاومت شیمیایی پلیمری رسانا اضافه کنند. یک پلیمر حک شده مولکولی با پلیمریزاسیون یک پلیمر در اطراف یک مولکول هدف و سپس حذف مولکول هدف از پلیمر، ایجاد می‌شود که در نتیجه‌آن حفره‌هایی مطابق با اندازه و شکل مولکول هدف در نمونه نهایی تشکیل می‌شود. حک مولکولی پلیمر رسانا حساسیت مقاومت شیمیایی را از طریق انتخاب اندازه و شکل کلی هدف و همچنین توانایی آن در برهم‌کنش با زنجیره پلیمر رسانا، افزایش می‌دهد.